# جوناثان كولين
جوناثان كولين (بالإنجليزية: Jonathan Cullen)‏ هو ممثل بريطاني، ولد في 1960 في المملكة المتحدة.

## أعمال

### أفلام
- (2015) سافرجت[4][5][6]

## وصلات خارجية
- جوناثان كولين على موقع IMDb (الإنجليزية)
- جوناثان كولين على موقع ألو سيني (الفرنسية)
- جوناثان كولين على موقع أول موفي (الإنجليزية)
- جوناثان كولين على موقع قاعدة بيانات الفيلم (الإنجليزية)
- جوناثان كولين على موقع كينوبويسك (الروسية)